# Nicolaus Zettrenius
Nicolaus Zettrenius, född 10 mars 1652 i Vreta klosters socken, död 27 maj 1709 i Ljungs socken, var en svensk kyrkoherde i Ljungs församling. 

## Biografi
Nicolaus Zettrenius föddes 10 mars 1652 på Transätter i Vreta klosters socken. Han var son till bonden Per Andersson. Zettrenius blev 19 oktober 1678 student vid Uppsala universitet och prästvigdes 11 november 1689 till komminister i Vreta klosters församling. Han blev 1693 kyrkoherde i Ljungs församling. Zettrenius avled 27 maj 1709 i Ljungs socken.

### Familj
Zettrenius gifte sig 1690 med Catharina Reuserus (1671–1719). Hon var dotter till kyrkoherden Zacharias Reuserus och Helena Jeremiædotter i Vreta klosters socken. De fick tillsammans barnen Helena Catharina (1690–1699), Zacharias (född 1693), Rebecca (1694–1730), Johannes (född 1697), Anna (1699–1699), Catharina (1699–1699), Niclas (1700–1700), Herman (född 1702), Helena Elisabeth (1703–1773). Sönerna förkortade efternamnet till Zettrén.